# Dzsungeltúra (film)
A Dzsungeltúra (eredeti cím: Jungle Cruise) 2021-es  megjelenésű amerikai fantasy-kalandfilm, melyet Jaume Collet-Serra rendezett. A főszerepben Dwayne Johnson, Emily Blunt, Édgar Ramírez, Jack Whitehall, Jesse Plemons és Paul Giamatti látható.
Az Amerikai Egyesült Államokban a bemutató dátuma 2021. július 30. a Walt Disney Pictures által, míg Magyarországon a szinkronizált bemutató dátuma július 29. a Fórum Hungary jóvoltából.

## Cselekmény
1916-ban, az első világháború második évében egy Frank nevű folyami hajóskapitány egy Lily nevű brit tudóst és annak testvérét küldetésre viszi az amazóniai dzsungelbe, hogy megtalálják az Élet Fáját, amelyről úgy vélik, gyógyító erővel rendelkezik, és így nagy hasznára válhat a modern orvostudománynak. Mindeközben a triónak meg kell küzdenie a veszélyes vadállatokkal, a forró és halálos környezettel, valamint a szintén a fát kutató, Joachim herceg vezette németekkel. Frank az út során kimutatja a foga fehérjét és borzasztó poénjaival az őrületbe kerget mindenkit. Bár mindent megtesz, hogy segítse Liliyt a hold könnyeinek megtalálásában.

## Szereplők
| Szerep                     | Színész             | Magyar hang     | Leírás |
| -------------------------- | ------------------- | --------------- | --- |
| Frank Wolff, hajóskapitány | Dwayne Johnson      | Galambos Péter  | Ravasz és kissé cinikus folyami hajóskapitány, aki vonakodva beleegyezik, hogy két felfedezőt kalauzoljon az Életfa keresésében.    |
| Lily Houghton, brit tudós  | Emily Blunt         | Németh Borbála  | Különc, kalandvágyó és becsületes tudós, aki az Életfát keresi, amelyet gyógyító tulajdonságai miatt szeretne tanulmányozni.        |
| Aguirre                    | Édgar Ramírez       | Király Adrián   | Zsoldos, akit felbéreltek, hogy vezessen egy rivális kutatócsoportot az Életfa keresésére.                                          |
| McGregor Houghton          | Jack Whitehall      | Szatory Dávid   | Lily öccse és asszisztense. |
| Joachim herceg             | Jesse Plemons       | Elek Ferenc     | Őrült és nagyravágyó német arisztokrata, aki egy katonai kutatócsoportot finanszíroz és vezet, hogy magának tudhassa az Élet Fáját. |
| Nilo Nemolato              | Paul Giamatti       | Kerekes József  | Mogorva kikötőmester abban a kikötőben, ahol Frank kiköt a hajójával.                                                               |
| Sir James Hobbs-Cunningham | Andy Nyman          | Hirtling István | |
| Trader Sam                 | Veronica Falcon     | Kocsis Mariann  | |
| Axel                       | Philipp Maximilian  | Posta Victor    | |
| Rosita                     | Yeni Alvarez (hang) | Szokol Péter    | Papagáj. |
| Melchor                    | Quim Gutiérrez      |                 | |
| Sancho                     | Dani Rovira         |                 | |
| Anna                       | Simone Lockhart     |                 | |

## Gyártás

### Filmkészítés
2006 szeptemberében bejelentették, hogy a Dzsungeltúrát a Mandeville Films készíti, Josh Goldstein és John Norville forgatókönyvével, amelyet Alfred Gough és Miles Millar írt át az azonos nevű vidámparktól inspirálódva. A részletekkel nem álltak elő, kivéve annak megerősítését, hogy a film a 20. században fog játszódni.
2011 februárjában bejelentették, hogy a Toy Story főszereplői, Tom Hanks és Tim Allen egy hosszú idejű filmben szerepelnének, amelynek forgatókönyvét Roger S. H. Schulman írta volna.
2018 decemberében arról számoltak be, hogy Jack Whitehall színész homoszexuális karaktert formál meg és megjelenik a film jeleneteiben Dwayne Johnsonnal. Egy második meleg karakter megjelenése is szóba került a Disney filmben való megjelenésről; Josh Gad, aki Le Fou-t játszotta a 2017-es Szépség és a szörnyeteg élőszereplős adaptációjában. Volt némi felháborodás a meleg figurák eljátszásával kapcsolatban.

### Forgatás
A film forgatása 2018. május 14-én kezdődött Hawaiin. A film végül szeptember 14-re készült el.

### Zene
2019. január 23-án bejelentették, hogy James Newton Howard készíti el a film zenei partitúráját.

## Megjelenés
A Dzsungeltúra eredetileg 2019. október 11-én jelent volna meg a Walt Disney Studios Motion Pictures által, de 2018. október 19-én Johnson a Disney nevében bejelentette, hogy a film 2020. július 24-re csúszik.

### Marketing
2019. október 11-én jelent meg az első hivatalos előzetes és egy poszter.